# Dimitrie Alexandru Sturdza

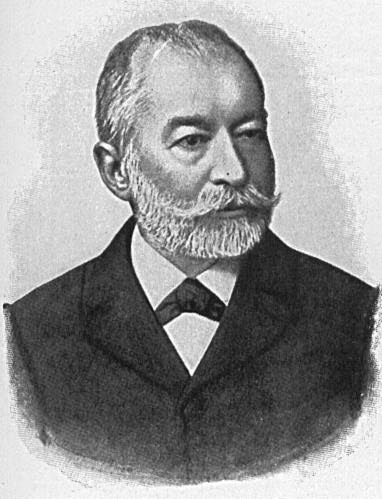
Dimitrie Alexandru Sturdza

Dimitrie Alexandru Sturdza (Ausspracheⓘ; * 10. März 1833 in Miclǎușeni; † 21. Oktober 1914 in Bukarest), vollständiger Name Dimitrie Alexandru Sturdza-Miclăușanu, war ein liberaler Politiker in Rumänien und in der Zeit von 1895 bis 1909 viermal Ministerpräsident.

## Leben
Dimitrie Alexandru Sturdza entstammte der alten rumänischen Familie Sturdza (Sturza), deren Ursprung bis um 1540 zurückverfolgt werden kann. Die Familie war lange und intim mit den Regierungen der Moldau und später von Rumänien verbunden. Zu den bedeutenden Mitgliedern der Familie zählten seit 1822 einige Fürsten der Moldau wie Michael Stourdza und General Grigore Sturdza.
Sturdza wurde am 10. März 1833 in Miclǎușeni geboren und an der Academia Mihăileană in Iași erzogen. Sein Studium absolvierte er in Deutschland, was ihn zeitlebens zu einem Bewunderer der deutschen Kultur und des deutschen Staatswesens machte. Er wurde Privatsekretär von Fürst Alexandru Ioan Cuza, trug jedoch 1866 im Rahmen der „Monströsen Koalition“ zwischen Konservativen und Radikalliberalen auch zu dessen Sturz bei. Dimitrie Alexandru Sturdza war zwischen 1882 und 1884 Präsident der Rumänischen Akademie. Zudem war er Mitglied der Freimaurer. Der Politiker der Partidul Național Liberal war von 1882 bis 1885 Außenminister Rumäniens und anschließend bis 1888 Kultus- und Unterrichtsminister. In den Jahren 1895 bis 1896, 1897 bis 1899, 1901 bis 1906 und von 1907 bis 1909 war er rumänischer Ministerpräsident. Dieses Amt wurde ihm 1895 erstmals von König Karl I. übertragen, nachdem er die zuvor regierenden Konservativen durch eine auf die nationalistischen Gefühle der Bevölkerung abzielende Agitationskampagne diskreditiert hatte. Er hatte der Vorgängerregierung vorgeworfen, sich in der Frage des Siebenbürgischen Nationalitätenkonfliktes opportunistisch zu verhalten. Außenpolitisch galt er trotz seines ausgesprochenen Nationalismus und seiner zuvor scharfen Kritik an der Praxis der Magyarisierung der Rumänen im Königreich Ungarn als starker Verfechter der Anlehnung seines Staates an die Mächte Österreich-Ungarn und Deutschland. Im Russischen Reich sah er die größte Bedrohung Rumäniens und der Balkanstaaten. Innenpolitisch blieb vor allem seine Rolle als Ministerpräsident bei der gewaltsamen Niederschlagung des Rumänischen Bauernaufstandes von 1907 in Erinnerung. Er verstarb im Jahr 1914 in Bukarest.